# Anton Faistauer

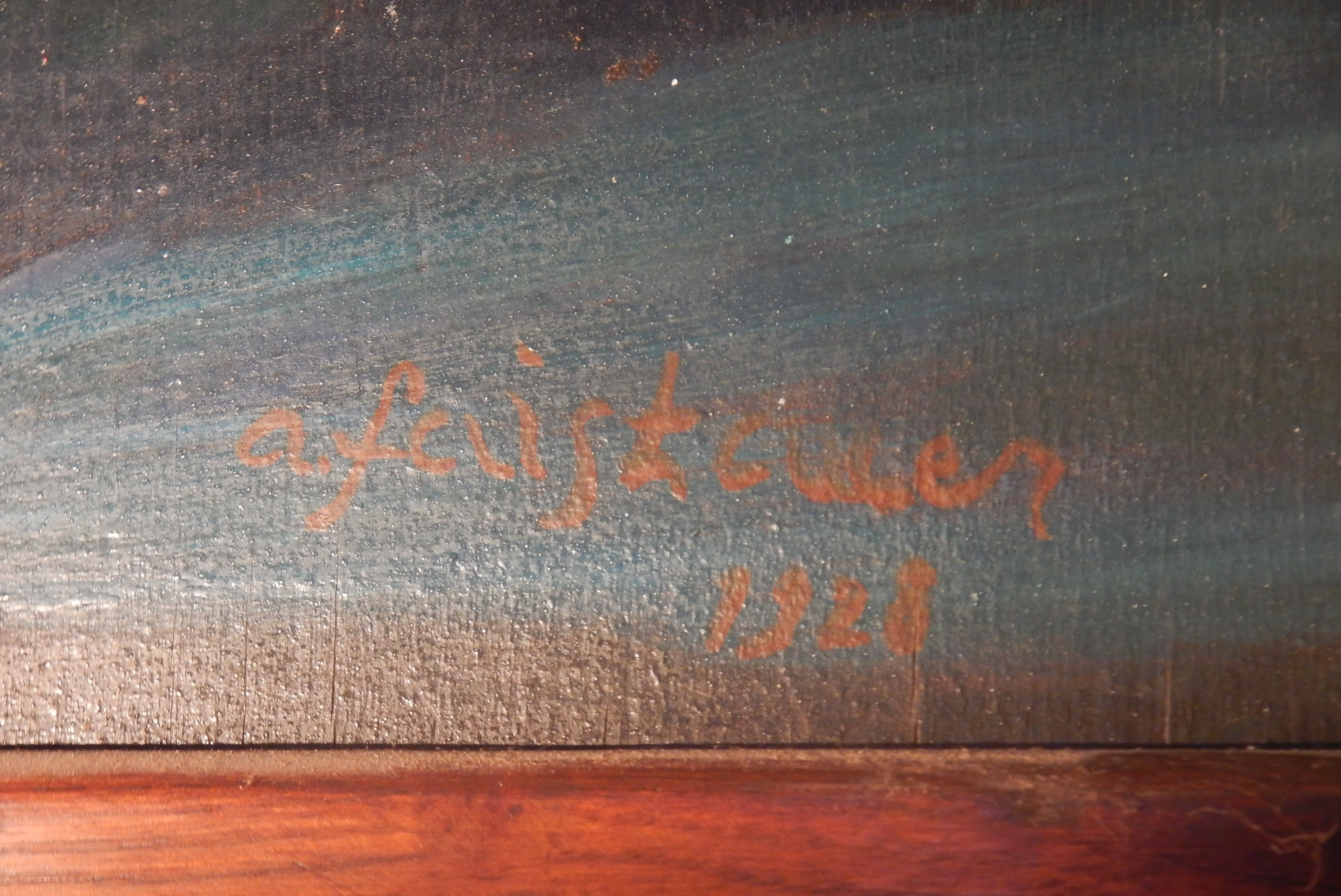
signature sous un portrait de femme, 1928

Anton Faistauer (14 février 1887 Sankt Martin bei Lofer, Salzbourg (Land) - 13 février 1930 Vienne) est un peintre autrichien néo-impressionniste.
Il est l'auteur d'une fresque de la Maison de Mozart, salle d’opéra située à Salzbourg ,et de portraits ( Archiduchesse Rosemary Zu Salm und Salm-Salm ).
En 1916, Anton Faistauer participe avec Gustav Klimt, Egon Schiele, Kokoschka à l'exposition du Bund Österreichischer Künstler à la Sécession de Berlin.

## Galerie

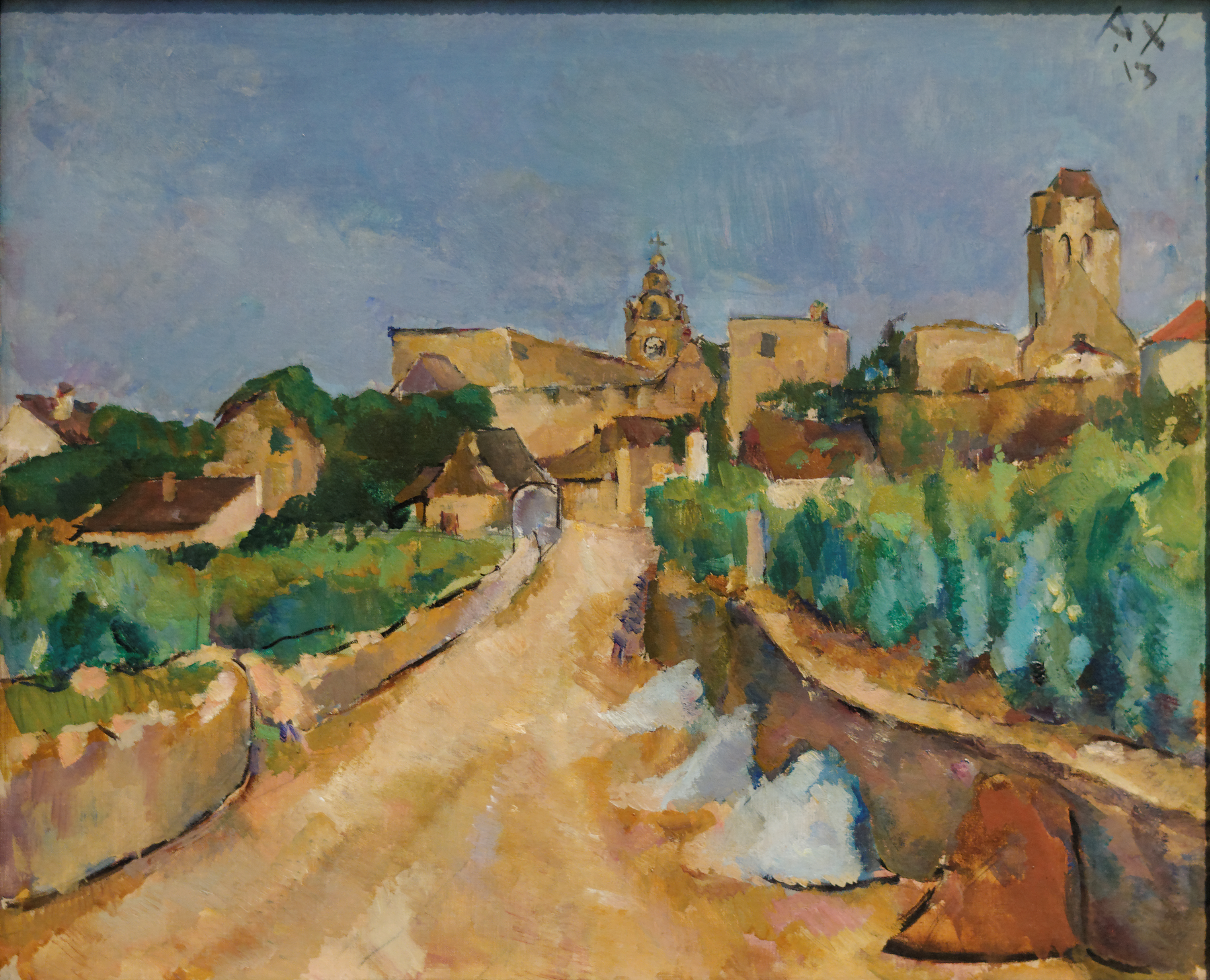
Rue à Dürstein
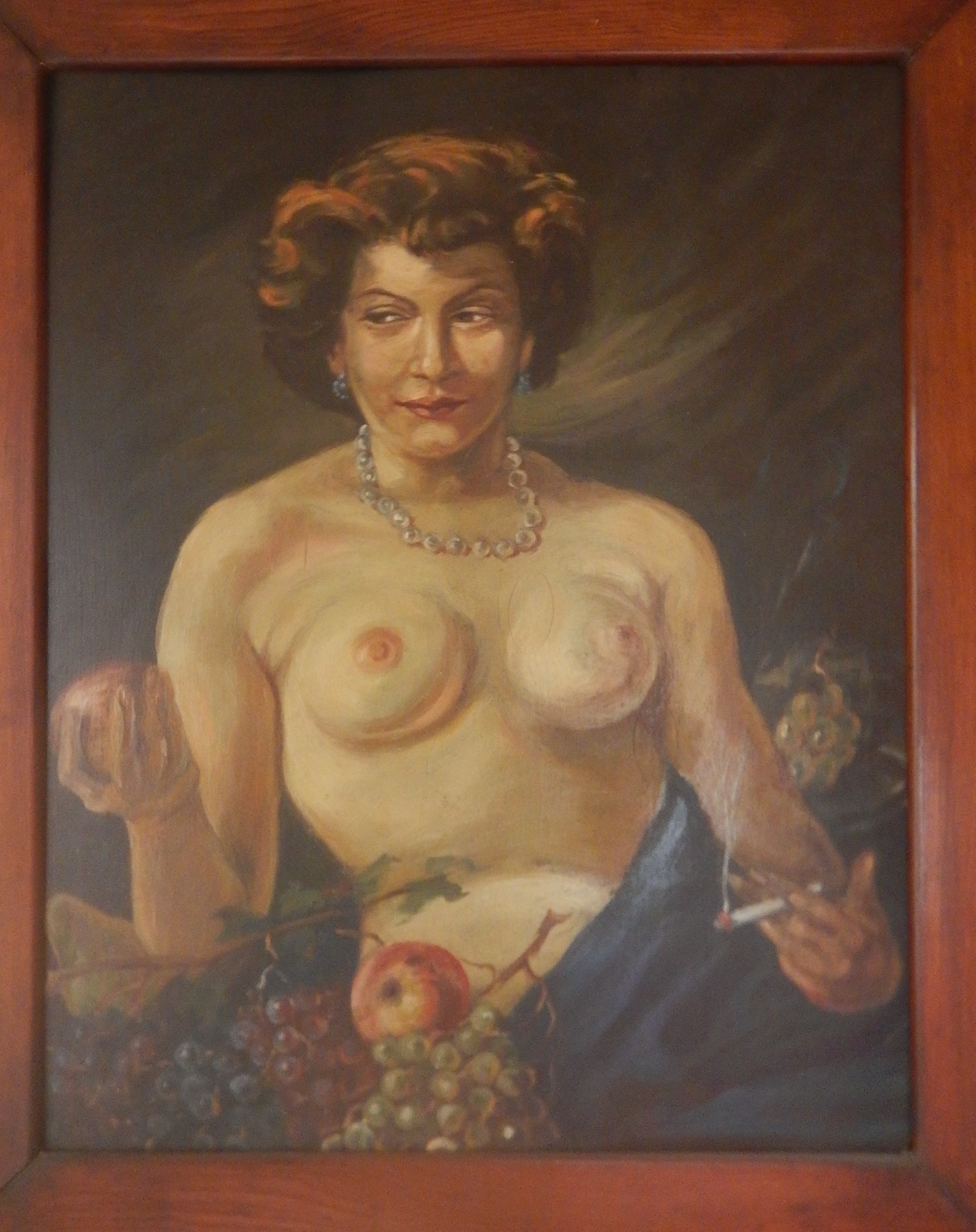
portrait de duchesse
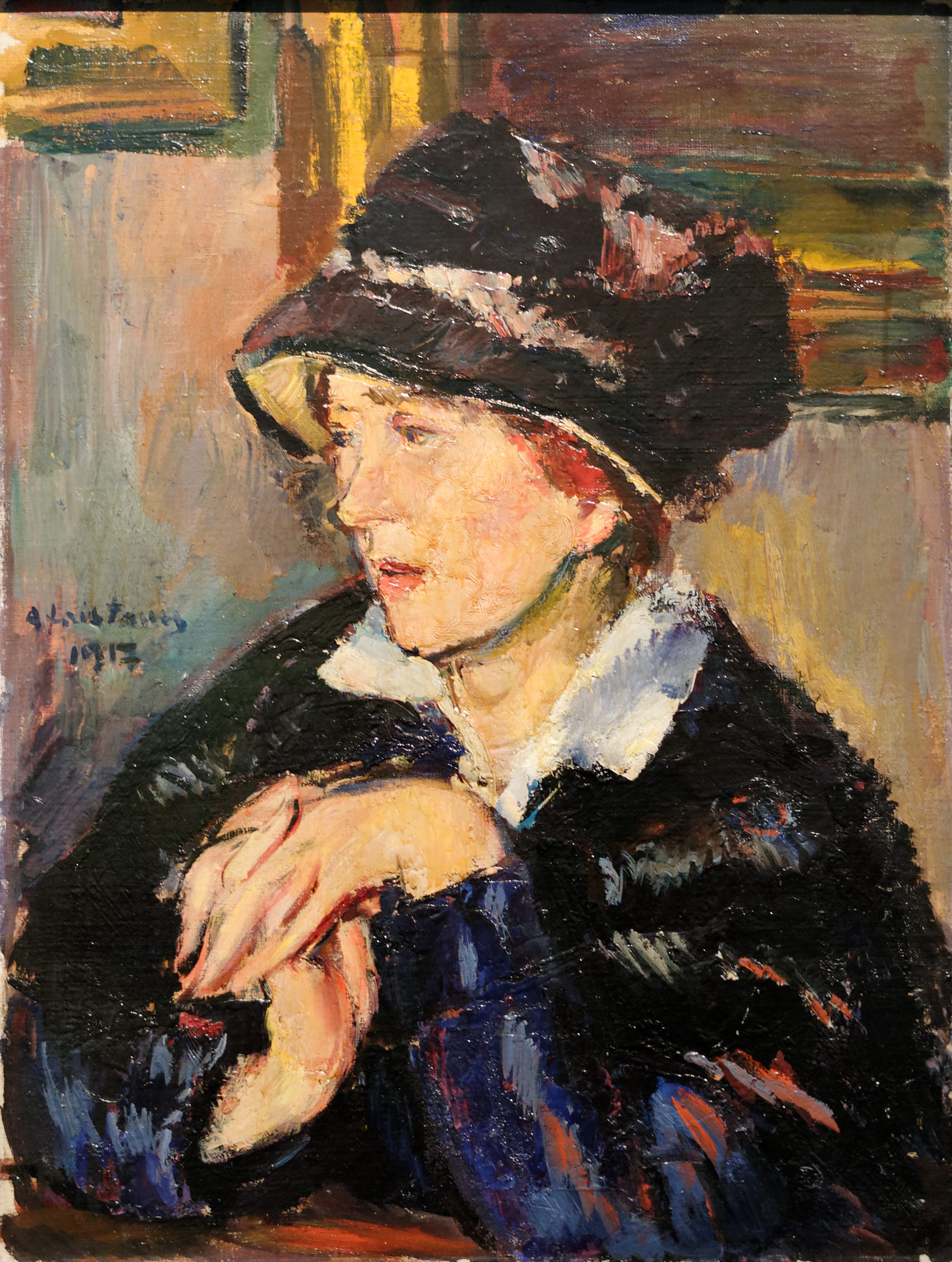
Femme avec un chapeau noir, 1917
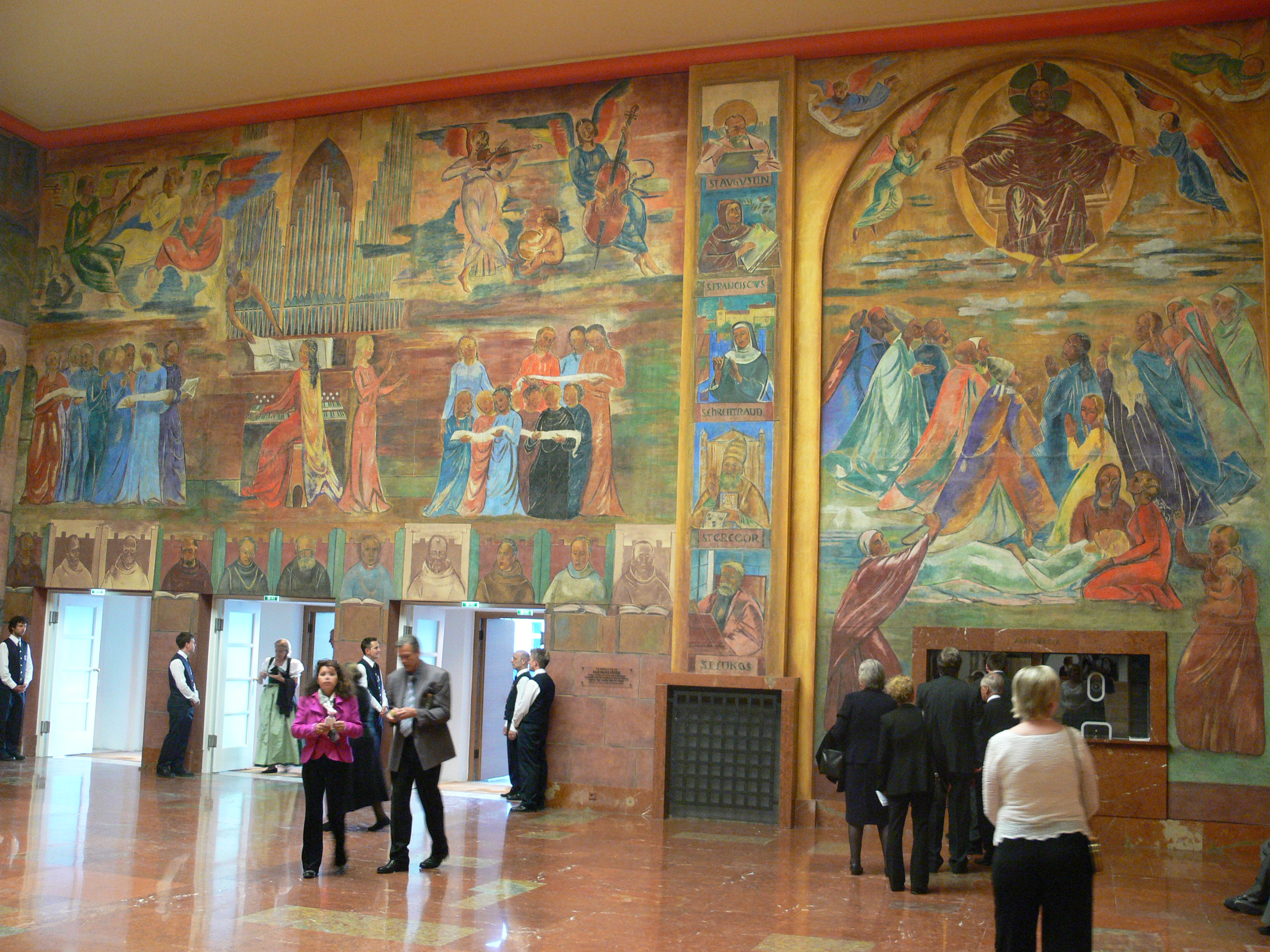
Fresque de la Maison de Mozart